# Zeměpisná délka

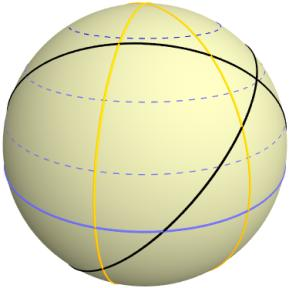
Žlutě jsou poledníky propojující místa stejné zeměpisné délky

Zeměpisná délka je jedna ze zeměpisných souřadnic, určuje polohu na povrchu Země směrem k východu nebo západu od Greenwichského poledníku. Je to úhel, který svírá rovina místního poledníku, procházejícího určovaným bodem, a rovina Greenwichského (nultého) poledníku.

## Zápis
Značí se řeckým písmenem lambda ({\displaystyle \lambda }), měří se ve stupních. Body ležící na východ od nultého poledníku tj. na východní polokouli až do hodnoty 180° mají zeměpisnou délku východní (kladnou) – zkratka v. d. Body ležící na západ od nultého poledníku tj. na západní polokouli až do hodnoty 180° mají zeměpisnou délku západní (zápornou) – zkratka z. d.
Používaly se i jiné základní poledníky. Ve starších evropských mapách až do roku 1884 byl jako nultý označován poledník procházející ostrovem El Hierro (také nazývaný Ferro) na Kanárských ostrovech, který se nachází na 17°39'51" západně od greenwichského poledníku; psalo se pak „východně (západně) od Ferra“.